# Almelo
Almelo este o comună și o localitate în provincia Overijssel, Țările de Jos.

## Localități componente
Aadorp, Almelo, Mariaparochie, Bornerbroek.

## Personalități marcante
- Azra Akın, fotomodel